# Marmaray
Le Marmaray ou ligne B1 est une ligne de train de banlieue reliant les deux rives asiatique et européenne à Istanbul, en Turquie. Marmaray est la contraction de « Marmara Ray » provenant de l'association des noms de la mer de Marmara, située entre le détroit des Dardanelles et de celui du Bosphore, et de « ray », qui signifie « rail » en turc.
Cette ligne de chemin de fer de 76,6 kilomètres de longueur relie Gebze sur la rive asiatique à Halkalı sur la rive européenne et compte 43 gares. Elle est connectée à plusieurs lignes de transport en commun de la ville, notamment les lignes 1, 2, 4, 5, 8 du métro d'Istanbul et la ligne 1 du tramway.
L'élément central est ouvrage d'art majeur de la ligne est le tunnel immergé par 60 mètres de fond, le plus profond du monde construit selon cette méthode, sous le Bosphore reliant les quartiers respectifs d'Üsküdar et Fatih. 
La construction du tunnel s'est achevée en avril 2009, tandis que la voie ferrée et le tronçon central de la ligne sont mis en service le 29 octobre 2013,. L'intégralité de la ligne est mise en service le 12 mars 2019.
La ligne est exploitée par TCDD Taşımacılık, la plus importante des sociétés exploitantes de lignes de passagers et transports de fret en Turquie, filiale des Chemins de fer de l'État de la république de Turquie ou TCDD.

## Historique

### Le projet
En 1987, les autorités politiques lancent les premières études de faisabilité. En 1998, ces études sont réactualisées et bouclées. En 2000, les appels d'offres sont lancés sous le gouvernement de Bülent Ecevit et finalisés en 2004 sous l'AKP.
La construction du tunnel a débuté en mai 2004 et a été achevé le 23 septembre 2008; une cérémonie officielle s'est tenue le 13 octobre pour marquer l'achèvement du tunnel, la dernière soudure a été posée le 21 avril 2009.
Le projet comprend un tunnel de 13,6 km passant sous le Bosphore, ainsi que l'extension et la rénovation de 63 km d'une des lignes ferroviaires du réseau de transport de banlieue d'Istanbul, pour créer une alternative aux passages par les ponts et les navires de transbordement, de grande capacité, longue de 76,3 km entre Gebze et Halkalı.
 
Le Bosphore est franchi par un tube immergé anti-sismique de 1,4 km de long, constitué de 11 sections, longue chacune de 123 mètres et pesant plus de 18 000 tonnes. Ces sections sont enterrées à 60 mètres sous le niveau de la mer, sous 55 mètres d'eau et 4,5 mètres de terre. Le tube est relié à deux tunnels creusés depuis Kazlıçeşme, du côté européen et Ayrılıkçeşme, du côté asiatique ; ces deux tunnels représentent une longueur totale de 9,8 km auxquels s'ajoutent 2,4 km de tranchées couvertes.
Des nouvelles stations de métro ont été construites à Yenikapı, Sirkeci, et Üsküdar. Les autres stations au-dessus du sol le long de la ligne seront reconstruites ou remises à neuf,. La station va se connecter à Yenikapı avec le métro et le tramway d'Istanbul. La requalification des lignes de banlieue nécessite l'ajout d'une troisième voie parallèle, afin d'augmenter la capacité de 75 000 passagers par heure dans les deux sens.
Les signalisations doivent également être modernisées pour permettre aux trains de circuler dans un intervalle plus restreint de deux minutes. La prévision du temps de trajet entre Gebze et Halkalı est estimée à 104 minutes.
Le tunnel est situé à moins de vingt kilomètres de la faille nord-anatolienne, zone sismique active, inquiétant ingénieurs et sismologues. Depuis 342 apr. J.-C., la région a été frappée à une dizaine de reprises par des tremblements de terre importants ayant tué plus de 10 000 personnes. Les scientifiques estiment à 77 % le risque que la région soit frappée par un séisme de niveau 7 ou plus sur l'échelle de Richter d'ici les 30 prochaines années. Le sol limoneux gorgé d'eau sur lequel est installé le tube présente le risque de se déstructurer si un tremblement de terre survenait, aussi les ingénieurs ont injecté dans le sol marin un mélange à base de ciment sur 25 mètres de profondeur. Les murs du tunnel ont été réalisés dans un béton étanche et dans une coque d'acier. Le tunnel est conçu pour être flexible et se courber à la manière d'un gratte-ciel si un tremblement de terre se produisait. Des portes étanches, aux jointures des sections, pourront être fermées rapidement en cas d'inondation du tunnel.
Le projet devrait faire passer la part du rail dans le transport urbain d'Istanbul de 3,6 % à 27,7 % ; ce qui ferait d'Istanbul, la troisième mégapole mondiale en termes d'utilisation de transports urbains collectifs ferrés, derrière le grand Tokyo (60 %) et la ville de New York (31 %).
La mise en service commerciale a eu lieu le 29 octobre 2013,. Le service a été interrompu le lendemain à la suite d'un incident de fonctionnement.

### Retards
Le projet a subi quatre ans de retard, dû en grande partie aux découvertes archéologiques datant de l'époque byzantine sur le site du terminal européen, en 2005.
Les fouilles ont montré l'existence du plus grand port de la ville au IVe siècle : le port de Théodose. Les archéologues y ont découvert des traces de la muraille de Constantin le Grand, et les restes de plusieurs navires, y compris ce qui semble être la seule galère médiévale jamais découverte,. En outre, la fouille a mis au jour la plus ancienne preuve d'habitation à Istanbul, avec des 
ustensiles, des amphores, des fragments de poterie, des coquillages, des morceaux d'os, des crânes de chevaux, et neuf crânes humains trouvés dans un sac, qui remontent à 6000 av. J.-C..
Steen Lykke, chef de projet pour Avrasyaconsult, le consortium international qui a supervisé la construction, a résumé les problèmes rencontrés par le projet : « Je ne vois aucun défi que le projet n'ait pas rencontré ».

### Financement
La Banque japonaise pour la coopération internationale (JBIC) et la Banque européenne d'investissement (BEI) ont appuyé la majorité du financement du projet. En avril 2006, la JBIC a prêté 111 milliards de yens et la BEI 1,05 milliard d'euros. Le coût total du projet devrait être d'environ 2,5 milliards d'euros.

## Caractéristiques

### Gares et correspondances
|  |  |   |  |  | Station         | District - Ville | Province | Coordonnées                  | Correspondances                         |
|  |  | - |  |  | --------------- | ---------------- | -------- | ---------------------------- | --------------------------------------- |
|  |  | O |  |  | Gebze           | Gebze Darıca     | Kocaeli  | 40° 47′ 02″ N, 29° 24′ 33″ E | Métro de Gebze-Darıca (en construction) |
|  |  | o |  |  | Darıca          | Gebze Darıca     | Kocaeli  | 40° 47′ 29″ N, 29° 23′ 30″ E |                                         |
|  |  | o |  |  | Osmangazi       | Gebze            | Kocaeli  | 40° 47′ 57″ N, 29° 22′ 46″ E |                                         |
|  |  | o |  |  | GTÜ-Fatih       | Gebze            | Kocaeli  | 40° 48′ 27″ N, 29° 21′ 49″ E |                                         |
|  |  | o |  |  | Çayırova        | Gebze            | Kocaeli  | 40° 48′ 37″ N, 29° 20′ 51″ E |                                         |
|  |  | o |  |  | Tuzla           | Tuzla            | Istanbul | 40° 49′ 47″ N, 29° 19′ 22″ E |                                         |
|  |  | o |  |  | İçmeler         | Tuzla            | Istanbul | 40° 50′ 45″ N, 29° 18′ 00″ E | (en construction)                       |
|  |  | o |  |  | Aydıntepe       | Tuzla            | Istanbul | 40° 51′ 08″ N, 29° 17′ 35″ E |                                         |
|  |  | o |  |  | Güzelyalı       | Pendik           | Istanbul | 40° 51′ 23″ N, 29° 16′ 59″ E |                                         |
|  |  | o |  |  | Tersane         | Pendik           | Istanbul | 40° 51′ 40″ N, 29° 16′ 23″ E |                                         |
|  |  | o |  |  | Kaynarca        | Pendik           | Istanbul | 40° 52′ 16″ N, 29° 15′ 23″ E |                                         |
|  |  | o |  |  | Pendik          | Pendik           | Istanbul | 40° 52′ 48″ N, 29° 13′ 54″ E | (en construction)                       |
|  |  | o |  |  | Yunus           | Kartal           | Istanbul | 40° 53′ 05″ N, 29° 12′ 36″ E |                                         |
|  |  | o |  |  | Kartal          | Kartal           | Istanbul | 40° 53′ 20″ N, 29° 11′ 27″ E |                                         |
|  |  | o |  |  | Başak           | Kartal           | Istanbul | 40° 53′ 25″ N, 29° 10′ 38″ E |                                         |
|  |  | o |  |  | Atalar          | Kartal           | Istanbul |                              |                                         |
|  |  | o |  |  | Cevizli         | Kartal           | Istanbul | 40° 54′ 36″ N, 29° 09′ 21″ E |                                         |
|  |  | o |  |  | Maltepe         | Maltepe          | Istanbul | 40° 55′ 15″ N, 29° 08′ 01″ E |                                         |
|  |  | o |  |  | Süreyya Plajı   | Maltepe          | Istanbul | 40° 55′ 36″ N, 29° 07′ 26″ E |                                         |
|  |  | o |  |  | İdealtepe       | Maltepe          | Istanbul | 40° 56′ 16″ N, 29° 06′ 50″ E |                                         |
|  |  | o |  |  | Küçükyalı       | Maltepe          | Istanbul | 40° 56′ 46″ N, 29° 06′ 25″ E |                                         |
|  |  | o |  |  | Bostancı        | Kadıköy          | Istanbul | 40° 57′ 13″ N, 29° 05′ 42″ E | (M8)                                    |
|  |  | o |  |  | Suadiye         | Kadıköy          | Istanbul | 40° 57′ 37″ N, 29° 05′ 04″ E |                                         |
|  |  | o |  |  | Erenköy         | Kadıköy          | Istanbul | 40° 58′ 17″ N, 29° 04′ 35″ E |                                         |
|  |  | o |  |  | Göztepe         | Kadıköy          | Istanbul | 40° 58′ 45″ N, 29° 03′ 45″ E | (en construction)                       |
|  |  | o |  |  | Feneryolu       | Kadıköy          | Istanbul | 40° 58′ 42″ N, 29° 02′ 55″ E |                                         |
|  |  | o |  |  | Söğütlüçeşme    | Kadıköy          | Istanbul | 40° 59′ 28″ N, 29° 02′ 14″ E |                                         |
|  |  | o |  |  | Ayrılık Çeşmesi | Kadıköy          | Istanbul | 41° 00′ 01″ N, 29° 01′ 48″ E |                                         |
|  |  | o |  |  | Üsküdar         | Üsküdar          | Istanbul | 41° 01′ 32″ N, 29° 00′ 45″ E |                                         |
|  |  | o |  |  | Sirkeci         | Fatih            | Istanbul | 41° 00′ 49″ N, 28° 58′ 38″ E | (en construction)                       |
|  |  | o |  |  | Yenikapı        | Fatih            | Istanbul | 41° 00′ 19″ N, 28° 57′ 04″ E | (M1) · (M2)                             |
|  |  | o |  |  | Kazlıçeşme      | Zeytinburnu      | Istanbul | 40° 59′ 33″ N, 28° 54′ 59″ E |                                         |
|  |  | o |  |  | Zeytinburnu     | Zeytinburnu      | Istanbul | 40° 59′ 09″ N, 28° 54′ 21″ E |                                         |
|  |  | o |  |  | Yenimahalle     | Bakırköy         | Istanbul | 40° 58′ 54″ N, 28° 52′ 53″ E | (en construction)                       |
|  |  | o |  |  | Bakırköy        | Bakırköy         | Istanbul | 40° 58′ 49″ N, 28° 52′ 22″ E |                                         |
|  |  | o |  |  | Ataköy          | Bakırköy         | Istanbul | 40° 58′ 48″ N, 28° 51′ 22″ E | (en construction)                       |
|  |  | o |  |  | Yeşilyurt       | Bakırköy         | Istanbul | 40° 57′ 54″ N, 28° 50′ 20″ E |                                         |
|  |  | o |  |  | Yeşilköy        | Bakırköy         | Istanbul | 40° 57′ 46″ N, 28° 49′ 32″ E |                                         |
|  |  | o |  |  | Florya Akvaryum | Bakırköy         | Istanbul | 40° 58′ 02″ N, 28° 47′ 48″ E |                                         |
|  |  | o |  |  | Florya          | Bakırköy         | Istanbul | 40° 58′ 22″ N, 28° 47′ 16″ E |                                         |
|  |  | o |  |  | Küçükçekmece    | Küçükçekmece     | Istanbul | 40° 59′ 18″ N, 28° 46′ 21″ E |                                         |
|  |  | o |  |  | Mustafa Kemal   | Küçükçekmece     | Istanbul | 41° 00′ 22″ N, 28° 46′ 24″ E |                                         |
|  |  | O |  |  | Halkalı         | Küçükçekmece     | Istanbul | 41° 01′ 00″ N, 28° 45′ 51″ E | (en construciton)                       |

## Exploitation de la ligne

Plan du réseau de transport public d'İstanbul.

Carte du réseau ferré à grande vitesse turc.

Hyundai Rotem a annoncé le 11 novembre 2008 qu'il avait signé un contrat de 580 millions d'euros avec la ville d'Istanbul pour fournir le matériel roulant ferroviaire destiné à la ligne de Marmaray. La firme coréenne a été en concurrence avec Alstom, CAF et un consortium de Bombardier, Siemens et Nurol pour les 440 véhicules du contrat mis en place par le ministère des Transports et la Direction générale des chemins de fer, des ports et aéroports turcs. Les voitures de 22 m de long en acier inoxydable seront assemblées en rames de 5 ou 10 voitures. Certaines productions seront réalisées localement par Eurotem, la coentreprise formée par Hyundai Rotem et l'entreprise ferroviaire turque Tüvasaş. Les voitures arrivent en trois lots : le premier comprenant 160 voitures est livré en 2011 et les derniers en juin 2014.